# Joan Oms i Llohis
Joan Oms i Llohis (Barcelona, 5 de gener de 1947) és un polític català, diputat al Congrés dels Diputats en la VIII Legislatura.

## Biografia
Pèrit químic, enginyer tècnic industrial químic i professor de química d'FP o Cicles formatius de mig i grau superior. Activista ecologista i antinuclear, s'inicià políticament en el Col·lectiu Comunista Català (CCC), amb el que el 1980 es va integrar a Nacionalistes d'Esquerra (Nd'E), simultanejada amb la seva militància a la Crida a la Solidaritat. Dins Nd'E va ser impulsor del corrent d'esquerra alternativa. Quan la direcció i un sector majoritari de Nd'E impulsen la dissolució de la formació per crear l'Entesa de l'Esquerra Catalana amb un sector expulsat d'ERC el 1985, Oms forma part del sector que no ho accepta creant la Coordinadora d'Assemblees de Nacionalistes d'Esquerres que desembocarà en la formació del Moviment d'Esquerra Nacionalista (MEN), que es presentarà a les eleccions coaligat amb Alternativa Verda - Moviment Ecologista de Catalunya.
Després ha estat fundador d'Els Verds de Catalunya. Fou regidor de l'Hospitalet de Llobregat entre 1994 i 1998 a les llistes de la coalició Iniciativa per Catalunya-Els Verds.
L'any 2006 fou nomenat diputat per la província de Barcelona al Congrés dels Diputats per Els Verds dins la candidatura del Partit dels Socialistes de Catalunya (PSC), en substitució de José Montilla i Aguilera. Aquesta circumstància fa que Opció Verda entre de facto en Els Verds i li permeti en 2007 ser-ne portaveu.
En 2008 obté uns resultats marginals en les eleccions generals a Catalunya. A l'any següent impulsa un pacte per les eleccions europees de 2009 que acabarà integrant les sigles d'Els Verds en la candidatura d'Europa dels Pobles - Verds, acord que provocarà fortes tensions internes contra la seva persona fins al punt de demanar la seva dimissió com a portaveu.